# Останні і перші люди
«Останні і перші люди: історія близького та далекого майбутнього» (англ. Last and First Men: A Story of the Near and Far Future) — науково-фантастичний роман Олафа Стейплдона, написаний та виданий в 1930 році. Являє собою «історію майбутнього» від сучасності до зникнення людства через 2 млрд років з точки зору останніх людей.
Концепція історії Стейплдона заснована на гегелівській діалектиці, у ній існує повторюваний безліч разів цикл підйому різних цивілізацій і їх спаданням назад до дикості протягом мільйонів років, але має місце і прогрес — пізніші цивілізації піднімаються на вищий рівень, ніж попередники. Книга передбачає деякі реальні події недалекого для автора майбутнього, генну інженерію, і описує один із перших прикладів вигаданого надрозуму, де свідомість складається з безлічі телепатично пов'язаних осіб.
Роман Стейплдона «Творець зірок» (1932) розвиває ідеї «Останніх і перших людей», де охоплюється вся історія Всесвіту.

## Сюжет
Оповідь ведеться від імені автора, якому житель далекого майбутнього пересилає свої думки. Цей житель називає час життя читачів, Перших людей, Епохою Ейнштейна, а свій народ Останніми людьми, цивілізація яких навчилася впливати на своїх предків (серед історичних особистостей, які опинилися під її впливом, автор згадує Сократа, Ісуса і Будду).

### Перші люди
Автор описує становлення людства з точки зору Останніх людей від його появи, зупиняючись на двох європейських війнах, що відбулися з різницею в століття, після яких Європа стала оплотом пацифізму. Після занепаду Франції та Англії Європою правила Німеччина, а потім комуністична Росія. Війна між Німеччиною та Росією залишила Європу розореною й під значним контролем Америки. Російська культура перемістилася на Схід, а американський спосіб життя поширювався по всьому світу. Згодом вже Америка та Європа в обличчі Італії опинилася на межі війни. Тим часом в Англії, винахідником із Китаю, відбулася презентація ручної зброї, за ефектом рівної атомній. Винахідник врятував Англію від нальоту американців, але після цього знищив зброю, всі документи і наклав на себе руки, щоб зброя не дісталася більше нікому. Проте Європа все ж була переможена масованою газовою атакою, після чого відбувся масштабний переділ світу. Впродовж 200 років після падіння Європи панував відносний мир, який закінчився через вичерпання запасів нафти і газу на планеті.
Після чергової епохи воєн було створено Всесвітню Державу. У ній шанувалася наука, яка злилася з релігією в культ Божественної Енергії. Протягом 4 тис. років вигляд Землі істотно змінився, Перші люди досягли висот в медицині, але при цьому мали заборону на використання «священних» джерел енергії і практикували ритуальне насильство. Через контроль народжуваності шляхом вбивства дітей розумовий розвиток Перших людей з часом знижувався. Вичерпання запасів вугілля Антарктики вилилося в падіння економіки і зростання релігійності. Всесвітня Держава розкололася, а електростанції були зруйновані в ході повстань проти влади, після чого на 100 000 років людство прийшло в занепад. Недостача ресурсів та наслідки застосування біологічної та хімічної зброї не давали відродити цивілізацію.
Людство розділилося на окремі народи, які нічого не знали одні про одних. Найрозвинутішим став народ Патагонії, який одного разу знайшов свідчення існування високорозвиненої цивілізації минулого. Ці люди розвинулися до використання електроенергії. Пізніше вони опанували атомною енергією та поділилися на касти. Викликана соціальною нерівністю громадянська війна закінчилася ланцюговою реакцією підірваної енергостанції, яка перекинулася на природні поклади радіоактивних елементів. Вибух знищив всіх Перших людей, крім 35-и, які знаходилися на кораблі на північному полюсі. Їхні нащадки заселили Сибір та Лабрадор, але не створювали цивілізації.
Як наслідок вибуху, зросла тектонічна активність, що сильно змінило географію. За мільйони років більша частина планети знову стала придатною для життя і з'явилися нові види тварин.

### Другі люди
Через 10 млн років після катастрофи в Патагонії розвинулися Другі люди, кремезніші за Перших, зі зрощеними пальцями ніг. Вони були стійкіші та мали період життя до 200 років, при статевій зрілості біля віку в 50. Другі люди поступово витіснили Перших, заселивши всю планету. Кілька разів вони розвивалися до рівня Середньовіччя, але з різних причин деградували. Третя цивілізація Других людей змогла використовувати електрику, авіацію і радіо. В Сибіру вони розкопали кам'яну бібліотеку нащадків корабля Перших людей.
У цей час на Землю вторглися істоти з Марса, які являли собою високоорганізовані колонії бактерій, але були швидко подолані. Друга атака була масованішою, марсіани переправили на свою планету чимало води і органіки, що викликало голод після другої перемоги землян. Через 50 тис. років, після інших нападів, марсіани забезпечили Марс водою та закріпилися в деяких регіонах Землі. Впродовж 300 тис. років земні марсіани стали відрізнятися від своїх предків, а люди зміцнилися. Вони створили інфекцію, якою побороли марсіан, але вона виявилася смертоносною і для людей, тому світова цивілізація Других людей загинула. Другі люди деградували, втратили здатність розмовляти, а тим часом природа породила нові види, деякі з яких жили в симбіозі з вижилими марсіанськими бактеріями.

### Треті люди
Через 40 млн років від нашого часу виникли Треті люди, короткоживучі карлики, покриті шерстю і шестипалі, пристосовані до життя в лісі. Перейшовши до скотарства, вони активно застосовували схрещування. Треті люди неодноразово розвивалися до рівня XX століття і переживали занепад. Утворена світова цивілізація мала культ музики й звалася Священною Імперією Музики, яка простояла тисячу років. Особливе місце в Третіх людей посідали євгеніка та експерименти з видозміни різних істот, підняті в ранг мистецтва. Апофеозом експериментів стала «людина», що являла собою мозок, підтримуваний машинами. Цей мозок зібрав величезну кількість інформації про всесвіт і через 4000 років після своєї появи вирішив створити собі подібних.

### Четверті люди
Вирощені десятки тисяч подібних мізків стали Четвертими людьми, які правили Третіми, котрі поступово деградували, в той час як правителі займалися пошуком нових знань. Четверті люди створили расу слуг, якою винищили всіх вільнодумних Третіх.

### П'яті люди
Бувши обмеженими в своєму пізнанні, Четверті люди створили собі заміну — П'ятих, які були витривалими безволосими гігантами з тривалістю життя в тисячі років і телепатією. Ці люди володіли джерелами енергії на основі анігіляції, повністю автоматизованим виробництвом. При цьому вони мали «Дикий» континент, де могли пожити без благ цивілізації. П'яті люди впродовж десятків мільйонів років виявили закономірності історії, зокрема її спіральний розвиток.
З часом тривалість їхнього життя зросла до 50 тис. років, але вони так і не були безсмертними, як Четверті люди, тому повернулися до віри в життя після смерті. Вони змогли розвинути дослідження минулого шляхом отримання його образів.
Тим часом Місяць поступово наближався до Землі і П'яті люди стали колонізувати, а пізніше тераформувати Марс і Венеру. На Венері виявилися розумні водні істоти, з якими люди розпочали війну і виграли її. Але пристосування до умов Венери не відбувалося належним чином. В цей час залишені на Землі люди поступово втратили здатність до телепатії і розділилися на племена, які не могли керувати складними машинами. За наступні 200 млн. років П'яті люди породили кілька підвидів і пройшли стадії занепадів і відроджень.

### Шості люди
Шості люди розвинулися на Венері і винищили кілька видів істот, похідних від П'ятих. З різних причин, як епідемії чи падіння метеоритів, вони не розвивалися досить високо. Оскільки багато тварин пристосувалися до польоту, в цих людей існував культ бога-птаха.

### Сьомі люди
Нащадки Шостих людей були більш пристосовані до польотів і мали обтічні тіла. Вони були найбільш безтурботними з людей, створеними так, щоб помирати при наближенні значних страждань. Вони деградували до того, що повністю перестали користуватися технікою, але виродження виду змусило їх відбирати нездатних до польоту, щоб вони займалися виключно розумовою діяльністю. Нелітаючий різновид витіснив літаючий та повернувся до фізичної праці. Залишки літаючих Сьомих людей вчинили масове самогубство.

### Восьмі люди
Нащадки Сьомих людей побудували техногенну цивілізацію і вирахували, що скоро Сонце похолоднішає, через що доведеться переселятися на Меркурій. Трохи згодом нове відкриття показало, що Сонце навпаки, розігріється. Для колонізації інших планет Сонячної системи вирушили люди, які стали Дев'ятими.

### Дев'яті люди
Цей вид спочатку виродився в тварин, а згодом розвинувся у численні підвиди, які зайняли різні екологічні ніші Нептуна. Більшість тварин планети походила від людини і один із підвидів знову став розумним через 300 млн. років після збільшення яскравості Сонця. Світове суспільство побудували вже П'ятнадцяті люди, подібні на П'ятих.

### Шістнадцяті люди
Цей вид настільки розвинувся, що зміг змінювати орбіту Нептуна, відповідно до зміни температури Сонця. Також вони взялися за вдосконалення себе, створивши Сімнадцятих і Вісімнадцятих, Останніх людей.

### Останні люди
Вісімнадцяті люди описані велетнями з додатковим потроєним пальцем, додатковою парою очей та життям в 250 тис. років. Вони будували багатокілометрові хмарочоси і заселили інші планети-гіганти. Останні люди змогли послати до сусідніх зірок експедиції, які однак нічого суттєвого не дали.
Останні люди не мали влади як такої і досягали єдності завдяки телепатичному обміну інформацією. При цьому процеси суспільства були повільні і на ухвалення якогось рішення витрачалися мільйони років.
Останні люди виявили спалахи сусідніх зірок, що скоро відбудеться і з Сонцем. Тому вони розробили корпускули, які, рухаючись зі швидкістю світла, зароджуватимуть в підхожих місцях Всесвіту життя з базою для виникнення людей.
У фіналі представник Останніх людей звертається з часу через 20 тис. років після свого останнього повідомлення. Виведення корпускул тільки почалося, а Сонце вже змінюється, через що Нептун змінює орбіту. Сонячна радіація викликає хвороби великої кількості населення і телепатія більше не є надійною. Всі Останні люди присвячують життя розсіюванню корпускул, які називають «Насінням життя».
В цей час з'явився останній народжений із цих людей, який вважається і найдостойнішим зі всіх Останніх людей за силу духу і безстрашність перед кінцем. Він втішає свій народ, порівнюючи Всесвіт з музикою, де кожна подія є нотою і зникнення людини зробить у цю «музику» свій внесок.

## Вплив
Клайв Стейплз Льюїс вів полеміку з ідеями Стейплдона близько 1934 року, вважаючи «сцієнтизм» його книги обмеженим і неетичним. Він писав, що ця книга «…важливий симптом морального клімату епохи», тому й закінчується «всезагальним вшануванням диявола».
Говард Лавкрафт згадував «Останніх і перших людей» у листах 1936—1937 років як один із найвидатніших науково-фантастичних творів, які йому траплялося читати. Хоча Лавкрафт загалом скептично ставився до художньо-моральної цінності наукової фантастики, книгу Стейплдона він вважав винятковим твором.
Артур Кларк відгукувався в 1983 році, що жодна книга не вплинула на нього так, як «Останні і перші люди». На його думку, Стейплдон випередив свій час і тільки в епоху космічних польотів «Останні і перші люди» розкриває свою велич.
Книгами Стейплдона надихався Мехмет Косемен (Немо Рамджет), автор книги «Всі завтра» (2006), де також описано еволюцію багатьох видів людей майбутнього.

## Інше
За 3 роки до виходу «Останніх і перших людей» англійський біолог, еволюціоніст Джон Бердон Сандерсон Голдейн видав есе «Останній суд» (1927) на ту ж тему, що й Стейплдон. Голдейн описує 40 млн років майбутнього людства, що переживає різні катастрофи, тераформує Місяць і Венеру, а потім заново заселяє Сонячну систему після зіткнення Землі з уламками Місяця, утворюючи нові види. Але фінал у Голдейна оптимістичніший: люди колонізують планети за межами Сонячної системи, а потім і за межами галактики.

## Адаптації
«Останні і перші люди» (2020) — фільм ісландського композитора Йоганна Йоганнссона, що переповідає сюжет роману на фоні монументів колишньої Югославії. Фільм вийшов уже після смерті Йоганнссона, а саундтрек вперше прозвучав на Манчестерському Інтернаціональному Фестивалі в 2017 році.